# Liste der Monuments historiques in Érize-Saint-Dizier
Die Liste der Monuments historiques in Érize-Saint-Dizier führt die Monuments historiques in der französischen Gemeinde Érize-Saint-Dizier auf.

## Liste der Objekte
| Bezeichnung                  | Beschreibung | Standort                             | Kennzeichnung | Schutzstatus | Datum | Bild |
| ---------------------------- | --- | ------------------------------------ | ------------- | ------------ | ----- | ---- |
| Violetter Ornat              | Kasel, Stola, Manipel und Bursa; Stoff, bestickt, um 1900; im Centre départemental d’art sacré in Saint-Mihiel deponiert         | in der Kirche St-Didier (Lage)       | PM55001835    | Inscrit      | 1994  |      |
| Skulptur Madonna             | aus einer Verkündigungsgruppe; Stein, farbig gefasst, erste Hälfte des 16. Jahrhunderts                                          | in der Kirche St-Didier (Lage)       | PM55000236    | Classé       | 1970  |      |
| Skulptur Heiliger Desiderius | Kalkstein, 15. Jahrhundert | außen an der Kirche St-Didier (Lage) | PM55001833    | Inscrit      | 1994  |      |
| Roter Ornat                  | Kasel, Stola, Manipel und Bursa; Stoff, bestickt, 19. Jahrhundert; im Centre départemental d’art sacré in Saint-Mihiel deponiert | in der Kirche St-Didier (Lage)       | PM55001834    | Inscrit      | 1994  |      |
| Vier Evangelistenskulpturen  | mit Sockeln; Stein, 18. Jahrhundert                                                                                              | in der Kirche St-Didier (Lage)       | PM55001836    | Inscrit      | 2000  |      |